# Vitanovac (Bela Palanka)
Vitanovac (em cirílico: Витановац) é uma vila da Sérvia localizada no município de Bela Palanka, pertencente ao distrito de Pirot. A sua população era de 41 habitantes segundo o censo de 2011.

## Demografia
| 1948 | 1953 | 1961 | 1971 | 1981 | 1991 | 2002 | 2011 |
| ---- | ---- | ---- | ---- | ---- | ---- | ---- | ---- |
| 648  | 564  | 469  | 381  | 206  | 143  | 72   | 41   |